# Bernartice (district de Trutnov)
Pour les articles homonymes, voir Bernartice.
Bernatice (en allemand : Bernsdorf) est une commune du district de Trutnov, dans la région de Hradec Králové, en Tchéquie. Sa population s'élevait à 924 habitants en 2020.

## Géographie
Bernartice se trouve à la frontière polonaise, à 10 km au nord-est de Trutnov, à 50 km au nord de Hradec Králové et à 126 km au nord-est de Prague.
La commune est limitée par Žacléř, Lampertice et Královec au nord, par la Pologne à l'est, par Trutnov et Zlatá Olešnice au sud et à l'ouest.

## Histoire
La première mention écrite du village date de 1292.

## Administration
La commune se compose de trois quartiers :
- Bečkov
- Bernartice
- Křenov